# Derk Bolt
Derk Bolt (Renkum, 24 mei 1955) is een Nederlandse televisiepresentator en schrijver.

## Levensloop
Na het niet afronden van zijn studie journalistiek in Utrecht, startte Bolt zijn carrière bij Met het Oog op Morgen en als redacteur bij De Alles is Anders Show (KRO). Daarna was hij verslaggever bij de actualiteitenrubriek Brandpunt en maakte hij Sport op maandag. Bolt is onder andere betrokken geweest als verslaggever, redacteur en presentator bij programma's zoals Spoorloos, Nederland te koop, Gezellig naar de Krim/Gezellig naar Marokko en Brieven boven water. Daarnaast is Bolt de producent van programma's zoals Ooggetuige (RTL 4), Wereldwensen (NCRV) en Lieve Martine (KRO).
In 2013 verscheen een bundel van zijn reisavonturen voor Spoorloos met de titel Altijd ergens anders, gevolgd door Groeten uit Verweggistan in 2016. Bolt sprak de verhalen uit Altijd ergens anders zelf in als luisterboek.

### Ontvoering
Bolt en zijn cameraman Eugenio Follender werden op 17 juni 2017 door de linkse guerrillabeweging ELN ontvoerd in het plaatsje El Tarra in de Colombiaanse deelstaat Norte de Santander. Bolt en Follender waren in het gebied om voor het televisieprogramma Spoorloos de biologische moeder van een in Nederland geadopteerd kind op te sporen. Voor deze deelstaat gold een negatief reisadvies van de Nederlandse overheid. In de hoofdstad Bogota demonstreerden Colombiaanse journalisten voor hun vrijlating. Bolt en zijn cameraman werden na zes dagen weer vrijgelaten. Beiden gaven aan goed behandeld te zijn. In november 2017 publiceerde Derk Bolt het boek Ontvoerd. Het complete verhaal, waarin hij zijn ontvoering beschrijft.

## Privé
Bolt is Nederlands-hervormd opgevoed, gescheiden en samen met zijn ex-vrouw heeft hij twee kinderen.

## Onderscheiding
Bolt is ridder in de Orde van Oranje-Nassau.